# Австралийский институт стратегической политики
Австралийский институт стратегической политики (англ. Australian Strategic Policy Institute, ASPI) — аналитический центр созданный в 2001 году Правительством Австралии.
Офис института расположен в г. Бартон, Австралийская столичная территория.
Институт получает финансирование из бюджета, но при этом считается независимым.
Институт занимается изучением и аналитикой в оборонной сфере и международной стратегии.

## Работа института
В 2011 году в результате отчета института Австралия воздержалась от закупки 100 американских истребителей 5-го поколения F-35, главным отрицательным фактором планировавшейся сделки, согласно отчету, являлось завышение стоимости F-35 почти в два раза: с 69 млн. дол. за единицу до 103 млн. дол., и задержка поставок самолетов на срок до 7 лет.
Весной 2012 года аналитик института Эндрю Дэвис сказал в интервью CNN, что перспективы Афганистана на будущее туманны. 17 апреля 2012 года выступая в институте, премьер-министр Австралии Джулия Гиллард заявила, что Австралия выведет большую часть своих войск из Афганистана уже в 2013 году. При этом ранее планировалось вывести войска в 2014 году.
Летом 2012 года аналитики института предложили правительству увеличить расходы на вооружённые силы и их перевооружение. По их мнению, объем финансирования армии и флота следует повысить с 1,5% ВВП до 2,5% ВВП.
По мнению аналитиков, быстрое развитие стран азиатского региона неизбежно усилит существующие конфликты и приведёт к возникновению новых геополитических проблем. Австралийские вооружённые силы тем или иным образом будут втянуты в их разрешение.